# Neopycnodonte cochlear
Neopycnodonte cochlear is een tweekleppigensoort uit de familie van de Gryphaeidae. De wetenschappelijke naam van de soort is voor het eerst geldig gepubliceerd in 1795 door Poli.